# Wereldkampioenschappen biatlon 2006
Het wereldkampioenschap biatlon 2006 werd enkel georganiseerd voor de gemengde estafette. Het WK viel samen met de wereldbeker in Pokljuka. Omdat in 2006 ook de Olympische Winterspelen werden georganiseerd, werden er geen andere disciplines gehouden.
Het was de tweede keer dat er een wereldkampioenschap voor gemengde estafetteteams werd gehouden.

## Medaillewinnaars
| #      | Land/atleten                                                                      | Detail                                             |
| ------ | --------------------------------------------------------------------------------- | -------------------------------------------------- |
| Goud   | Rusland Anna Bogali-Titovets Sergej Tsjepikov Irina Malgina Nikolaj Kroeglov      | 1:16.24,83 (0-0-1-2) (0-2-1-3) (0-1-0-1) (0-1-0-0) |
| Zilver | Noorwegen Linda Grubben Halvard Hanevold Tora Berger Ole Einar Bjørndalen         | 1:17.18,56 (0-1-0-1) (0-2-1-3) (0-2-2-3) (0-1-0-3) |
| Brons  | Frankrijk Florence Baverel-Robert Vincent Defrasne Sandrine Bailly Raphaël Poirée | 1:18.23,04 (0-1-0-2) (0-0-2-3) (0-0-3-2) (0-1-0-1) |

Saalfelden 1958 · 
Courmayeur 1959 ·
Umea 1961 ·
Hämeenlinna 1962 ·
Seefeld 1963 ·
Elverum 1965 ·
Garmisch-Partenkirchen 1966 ·
Altenberg 1967 ·
Zakopane 1969 ·
Östersund 1970 ·
Hämeenlinna 1971 ·
Lake Placid 1973 ·
Minsk 1974 ·
Antholz 1975 ·
Antholz 1976 ·
Vingrom 1977 ·
Hochfilzen 1978 ·
Ruhpolding 1979 ·
Lahti 1981 ·
Minsk 1982 ·
Antholz 1983 ·
Chamonix 1984 ·
Egg am Etzel / Ruhpolding 1985 ·
Falun / Oslo 1986 ·
Lahti / Lake Placid 1987 ·
Chamonix 1988 ·
Feistritz 1989 ·
Minsk / Olso / Kontiolahti 1990 ·
Lahti 1991 ·
Novosibirsk 1992 ·
Borovec 1993 ·
Canmore 1994 ·
Antholz 1995 ·
Ruhpolding 1996 ·
Brezno-Osrblie 1997 ·
Pokljuka / Hochfilzen 1998 ·
Kontiolahti / Oslo 1999 ·
Oslo / Lahti 2000 ·
Pokljuka 2001 ·
Oslo 2002 ·
Chanty-Mansiejsk 2003 ·
Oberhof 2004 ·
Hochfilzen / Chanty-Mansiejsk 2005 ·
Pokljuka 2006 ·
Antholz 2007 ·
Östersund 2008 ·
Pyeongchang 2009 ·
Chanty-Mansiejsk 2010 ·
Chanty-Mansiejsk 2011 ·
Ruhpolding 2012 ·
Nové Město 2013 ·
Kontiolahti 2015 ·
Oslo 2016 ·
Hochfilzen 2017 ·
Östersund 2019 ·
Antholz 2020 ·
Pokljuka 2021 ·
Oberhof 2023 ·
Nové Město 2024 ·
Lenzerheide 2025